# Tobias Hoesl
Tobias Hoesl (Monaco di Baviera, 29 settembre 1961) è un attore ed ex ballerino tedesco.

## Biografia
Nel 1986 ha lavorato con Luigi Comencini per la realizzazione del film La storia dove ha interpretato la parte di Gunther, il soldato tedesco che violenta Ida. Ha partecipato al film tv Le ali della libertà e alla fiction L'onore e il rispetto parte seconda.

## Filmografia parziale

### Cinema
- Ente oder Trente, regia di Rigo Manikofski - film TV (1983)
- Morenga, regia di Egon Günther - film TV (1985)
- Le miniere del Kilimangiaro, regia di Mino Guerrini (1986)
- Lockwood Desert, Nevada, regia di Hans Noever - film TV (1986)
- Le lunghe ombre, regia di Gianfranco Mingozzi - film TV (1987)
- Rito d'amore, regia di Aldo Lado (1990)
- Doctor M., regia di Claude Chabrol (1990)
- Il regno d'inverno (Kvitebjørn Kong Valemon), regia di Ola Solum (1991)

### Televisione
- ...e la vita continua, regia di Dino Risi - film TV (1984)
- La signora della neve (Perinbaba), regia di Juraj Jakubisko - film TV (1985)
- La clinica della Foresta Nera (Die Schwarzwaldklinik) - serie TV, 2 episodi (1986)
- La Storia, regia di Luigi Comencini - miniserie TV (1986)
- Una donna a Venezia, regia di Sandro Bolchi - miniserie TV (1986)
- Il commissario Köster (Der Alte) - serie TV, 4 episodi (1987-1998)
- L'ispettore Derrick (Derrick) - serie TV, 4 episodi (1988-1997)
- La nave dei sogni (Das Traumschiff) - serie TV, 2 episodi (1991-1993)
- Moscacieca, regia di Mario Caiano - miniserie TV (1993)
- Il barone, regia di Alessandro Fracassi, Richard T. Heffron e Enrico Maria Salerno - miniserie TV (1995)
- Un caso per due (Ein Fall für zwei) - serie TV, 1 episodio (1995)
- Il ritorno di Sandokan, regia di Enzo G. Castellari - miniserie TV (1996)
- Il goal del Martin pescatore, regia di Ruggero Miti - film TV (1996)
- Le ali della vita, regia di Stefano Reali - film TV (2000)
- Il commissario Rex (Kommissar Rex) - serie TV, 1 episodio (2000)
- Guardia costiera (Küstenwache) - serie TV, 1 episodio (2001)
- Storia di guerra e d'amicizia, regia di Fabrizio Costa - miniserie TV (2002)
- Squadra speciale Lipsia (SOKO Leipzig) - serie TV, 1 episodio (2004)
- Il nostro amico Charly (Unser Charly) - serie TV, 1 episodio (2004)
- L'onore e il rispetto - serie TV, 1º episodio (2009)